# Cynema alutacea
Cynema là một chi nấm thuộc họ Tricholomataceae. Là một chi đơn loài, nó có loài duy nhất Cynema alutacea, có ở Papua New Guinea.